# Satélite astronômico
Um satélite astronômico (ou satélite astrofísico) é um satélite artificial científicos para estudos astronômicos. Alguns satélites astronômicos portam telescópios projetados para observar objetos celestes na faixa óptica (visível) do espectro eletromagnético, ou mesmo nas bandas de infravermelho ou ultravioleta.  Outros estão equipados com detectores para localizar e medir de fontes cósmicas de Raios-X ou raios gamma, ou para estudo do fluxo de partículas no espaço. Outros foram projetados exclusivamente para observação do Sol e estudo da atividade solar, enquanto outros são destinados a estudos de natureza mais cosmológica, como a medida da radiação cósmica de fundo do universo.

## Objetos de estudo
Abaixo estão listados alguns exemplos de satélites astronômicos usados em diferentes campos de pesquisa. Alguns satélites realizam observações em mais de uma faixa do espectro eletromagnético ou são usados em estudos em diferentes campos da astronomia.

### Astronomia solar
- ACRIMAT - satélite americano para estudo da irradiação solar. Lançado em 1999.
- Ariel 1
- Radose
- STEREO
- SAMPEX
- Wresat

### Rádio (microondas)
- Ariel 2, 3 e 4
- SWAS

### Infravermelho
- Copernicus
- Infrared Space Observatory
- James Webb Space Telescope
- Telescópio espacial Spitzer

### Luz visível
- Telescópio espacial Hubble

### Ultravioleta
- International Ultraviolet Explorer

### Raios-X
- AGILE
- Ariel 5
- Constellation-X
- EXOSAT
- Observatório de raios-X Chandra
- Uhuru

### Raios Gamma
- AGILE
- GLAST
- High Energy Transient Explorer
- INTEGRAL
- Observatório de raios Gama Compton
- XMM Newton

### Radiação cósmica de fundo
- COBE
- INTEGRAL

### Partículas & Raios Cósmicos
- Injun
- RADOSE

### Asterosismologia
- Eddington
- CoRoT
- MOST

### Procura por exoplanetas
- Eddington
- CoRoT

### Formação estelar
- Odin

### Astrometria
- Space Interferometry Mission

### Galáxias e Quasares
- Wide Field Infrared Explorer